# 부산사상소방서
부산사상소방서는 부산광역시 사상구를 관할 하는 소방서 이다
소방서장은 소방정으로 보한다.

## 연혁
- 2023년 8월: 부산사상소방서 개서

## 조직
| - 소방행정과 - 소방행정계 - 예산장비계 | - 예방안전과 - 안전지도계 - 소방민원계 | - 구조구급과 - 구조구급계 - 홍보교육계 | - 현장대응단 - 방호계 - 지휘조사1·2·3팀 |

## 관할센터 및 관할구역
부산사상소방서는 4개의 119안전센터와 1개의 구조대를 산하에 두고 있다.
| 명칭            | 사진 | 주소                        | 관할구역                         | 지역대 |
| --------------- | ---- | --------------------------- | -------------------------------- | ------ |
| 삼락119안전센터 |      | 사상구 삼덕로 17            | 사상구 삼락동, 괴법동, 덕포1·2동 |        |
| 감전119안전센터 |      | 사상구 가야대로 41          | 사상구 감전동                    |        |
| 주례119안전센터 |      | 사상구 양지로 22            | 사상구 주례1·2·3동               |        |
| 학장119안전센터 |      | 사상구 학감대로 89          | 사상구 엄궁동, 학장동            |        |
| 사상 119 구조대 |      | 사상구 낙동대로 1292번길 36 | 사상구 일원                      |        |